# Thalassiopsis vachoni
Thalassiopsis vachoni är en spindelart som beskrevs av Roewer 1955. Thalassiopsis vachoni ingår i släktet Thalassiopsis och familjen vårdnätsspindlar.
Artens utbredningsområde är Madagaskar. Inga underarter finns listade i Catalogue of Life.